# União das Freguesias de Alvite e Passos
Die União das Freguesias de Alvite e Passos ist eine portugiesische Gemeinde (Freguesia) im Kreis (Concelho) Cabeceiras de Basto, Distrikt Braga, im Nordwesten Portugals.

## Geschichte
Die Gemeinde entstand im Zuge der Gebietsreform vom 29. September 2013 durch die Zusammenlegung der ehemaligen Gemeinden Alvite und Passos.
Alvite wurde Sitz der neuen Verwaltung.

## Demographie

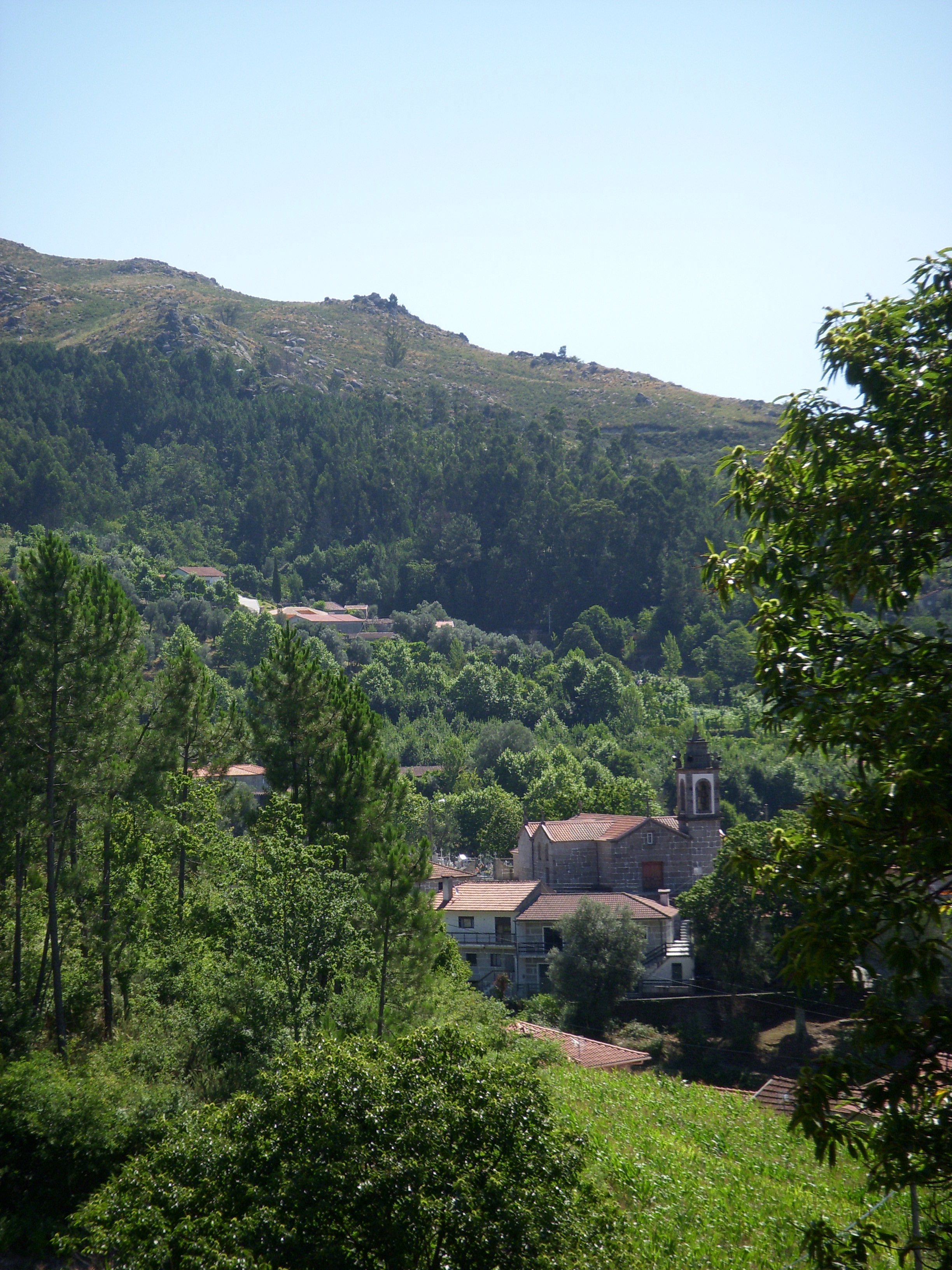
Passos

| Freguesia | Freguesia       | Freguesia | Freguesia       | ehemalige Freguesias | ehemalige Freguesias | ehemalige Freguesias | ehemalige Freguesias |
| --------- | --------------- | --------- | --------------- | -------------------- | -------------------- | -------------------- | -------------------- |
| Wappen    | Freguesia       | Einwohner | Fläche in (km²) | Wappen               | Freguesia            | Einwohner            | Fläche in (km²)      |
|           | Alvite e Passos | 1039      | 12,19           |                      | Alvite               | 964                  | 7,6                  |
|           | Alvite e Passos | 1039      | 12,19           | Passos               | 221                  | 4,59                 |                      |